# Lubě (potok)
Lubě je potok v okresech Blansko a Brno-venkov, v oblasti Boskovické brázdy, levostranný přítok Svratky. Délka Lubě je 24,2 km, plocha povodí přes 82 km².

## Průběh toku
Potok pramení u obce Rašov, odkud směřuje k jihovýchodu, protéká obcí Lubě (okres Blansko) a pokračuje na jih do Skaličky. Cestou přibírá několik bezejmenných přítoků z obou stran. Ve Skaličce se do Lubě vlévá zleva potok Lažánka. Lubě pak pokračuje na Malhostovice, kde se točí na západ směrem na Drásov, odkud pokračuje k Tišnovu. Na okraji Tišnova se otáčí na jihozápad a kolem Hradčan, kde přijímá Čebínský potok, teče směrem na Březinu, u níž se zleva vlévá do Svratky.
Zejména horní tok Lubě prochází údolími. Přes jedno z nich má procházet plánovaná silnice I/73 z Brna do Moravské Třebové.

## Mlýny
- Bučkův mlýn – Drásov, okres Brno-venkov
- Šildrův mlýn – Drásov, okres Brno-venkov, kulturní památka